# Lützowsches Freikorps

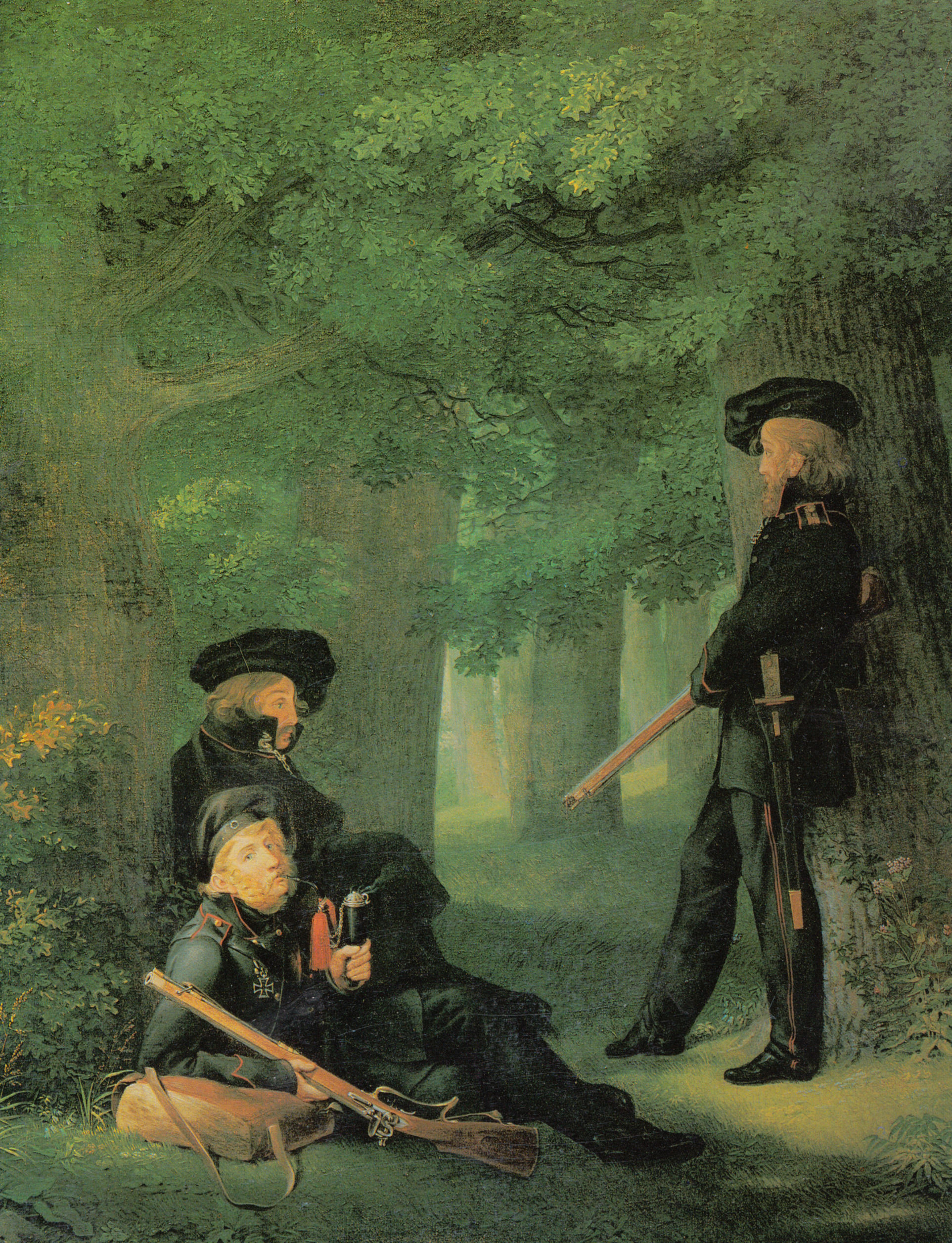
Georg Friedrich Kersting, À l'avant-poste, 1815 : Theodor Körner, Karl Friedrich Friesen et Henry Hartmann

Le Lützowsche Freikorps est une unité militaire de volontaires de l'Armée prussienne durant la campagne d'Allemagne de 1813. Ce corps franc était commandé par Adolf von Lützow.

## Histoire

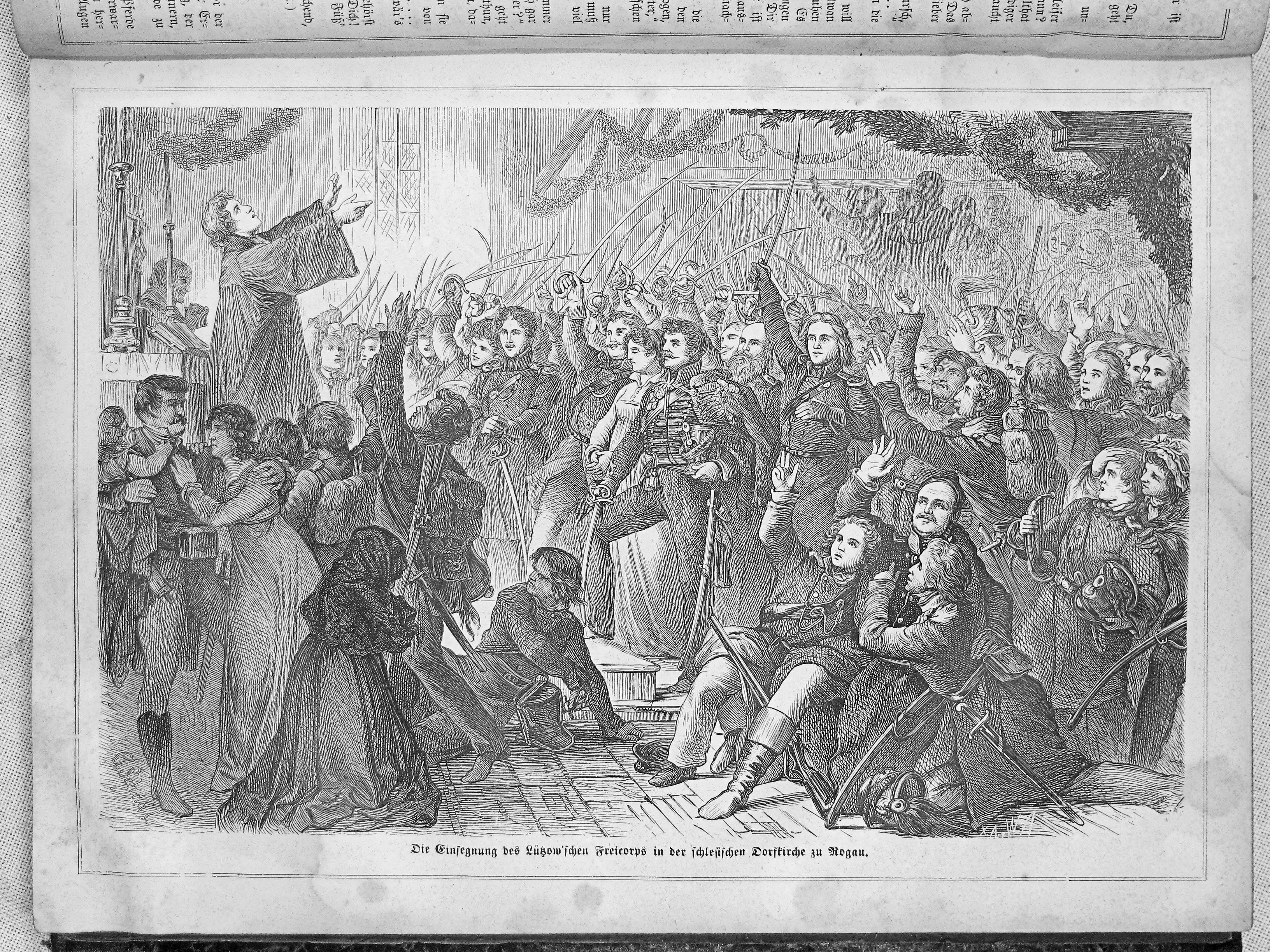
Bénédiction du corps franc en Silésie, Die Gartenlaube, 1863.

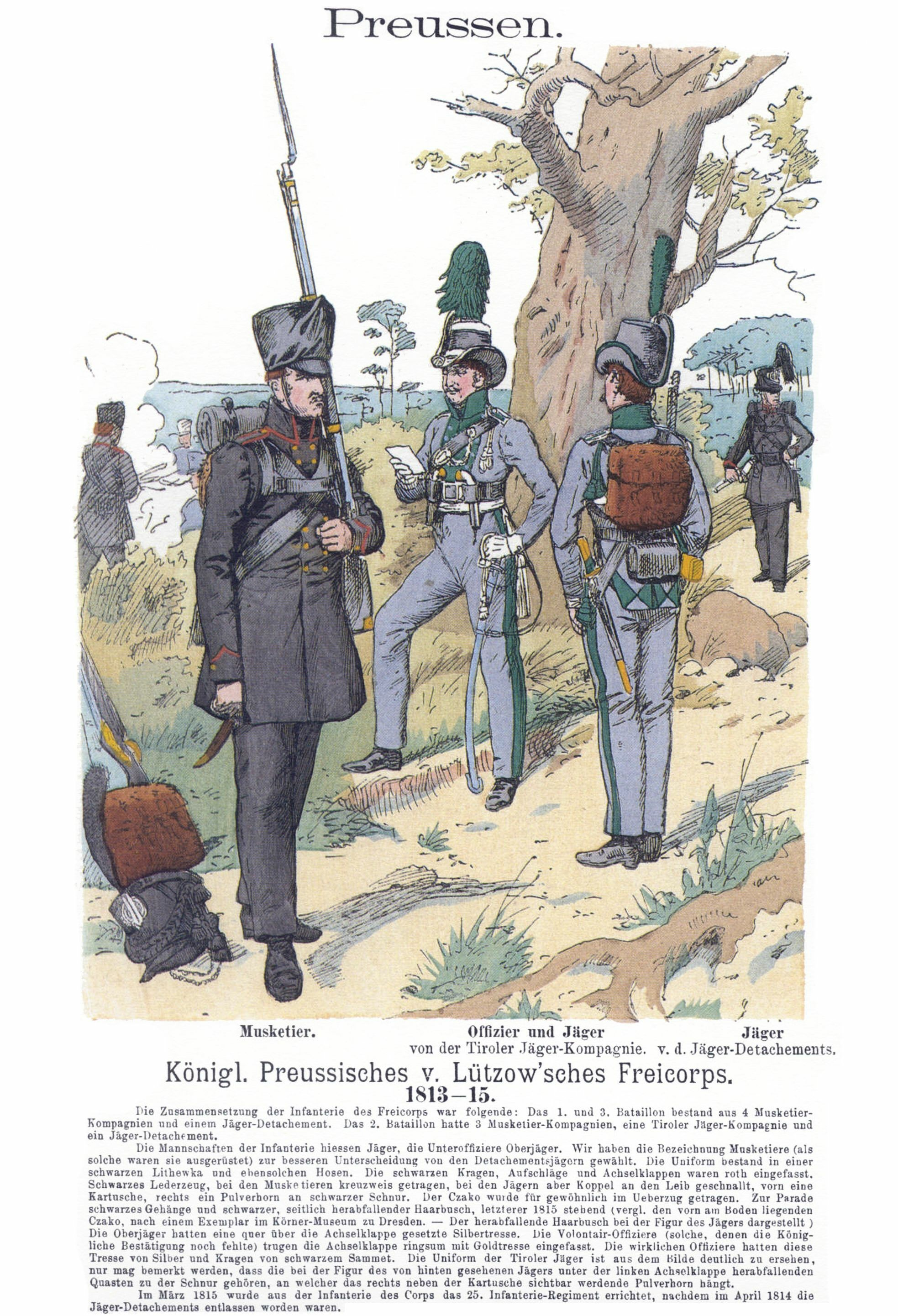
Uniformes d'infanterie du Lützowsche Freikorps, par Richard Knötel, 1900.

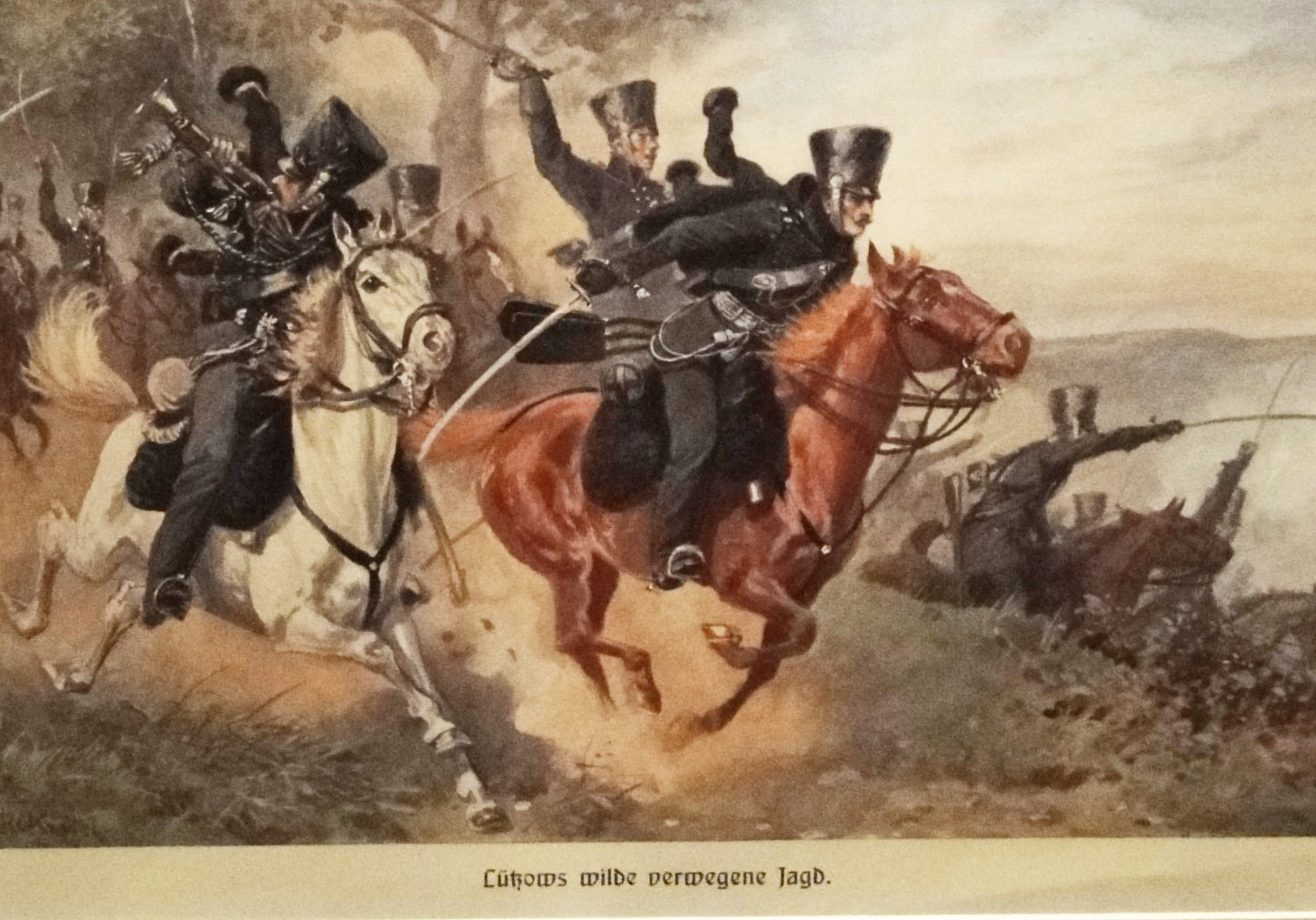
Cavalerie du corps franc Lützow, par Richard Knötel, 1900.

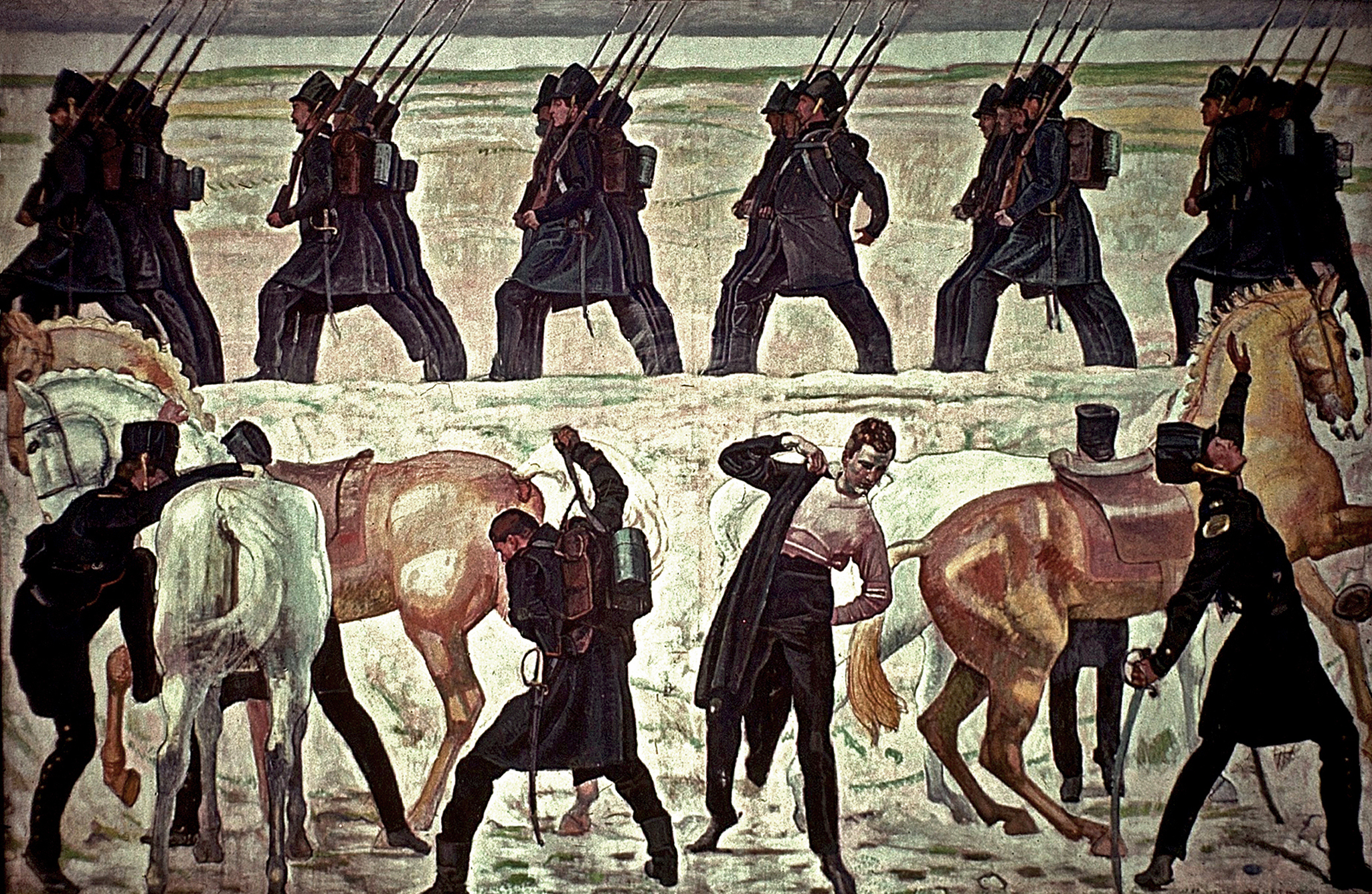
Ferdinand Hodler, Départ des étudiants d'Iéna pour la campagne d'Allemagne de 1813, 1908-1909.

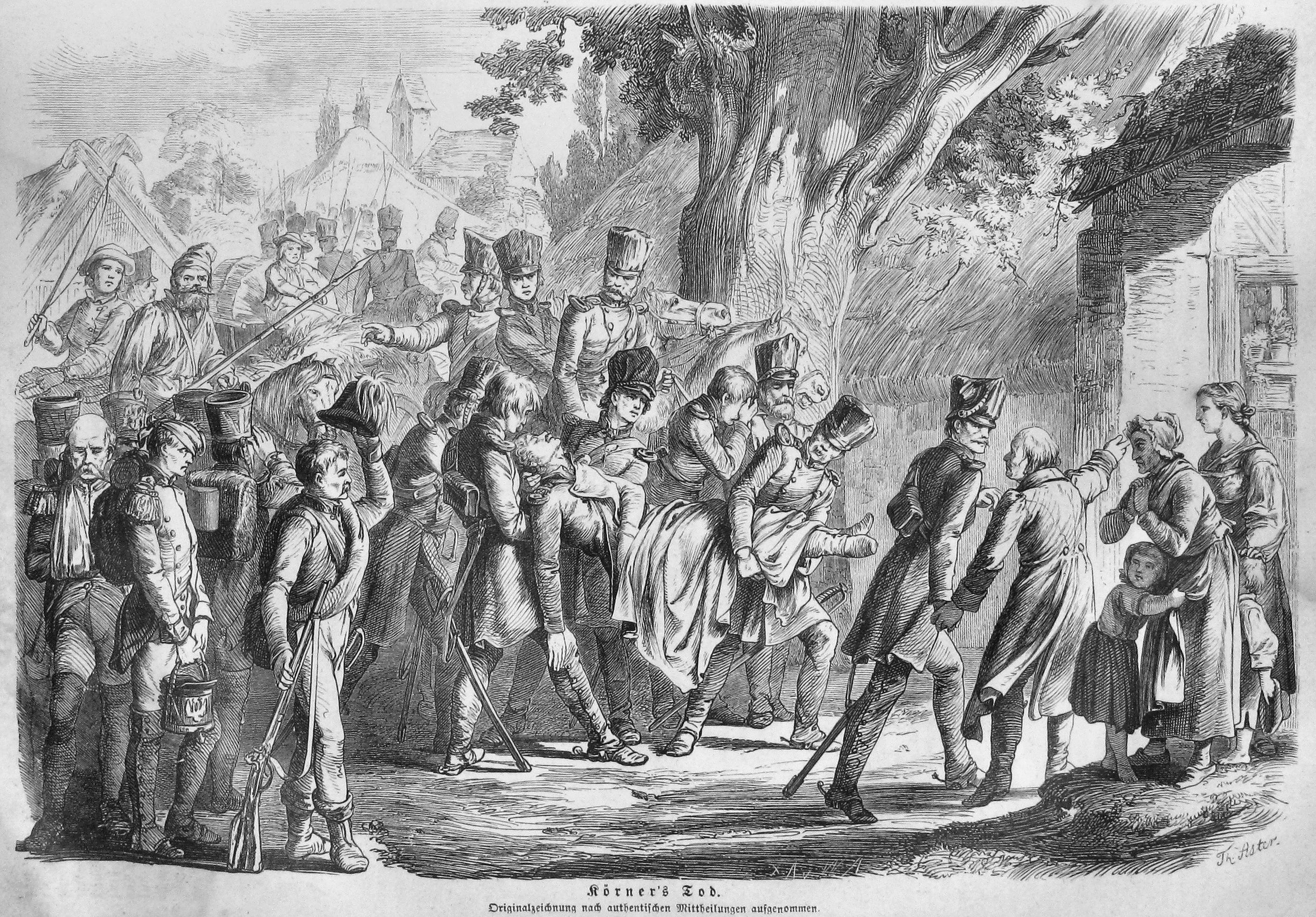
La mort de Theodor Körner, Die Gartenlaube, 1863.

Pendant l'hiver 1812-1813, après le désastre de la Campagne de Russie pour Napoléon, la tendance s'inverse en Prusse, avec la fin d'une alliance forcée. Friedrich Ludwig Jahn et Friedrich Friesen, qui ont créé dans la clandestinité un club du mouvement gymnique allemand à Berlin en 1810, appellent le chancelier Karl August von Hardenberg à former une armée réunissant tous les Allemands qui veulent se battre contre l'Empereur français. Avant même que le roi confie cette mission à Gerhard von Scharnhorst puis officiellement à Lützow, Jahn et Friesen procèdent déjà à un rassemblement le 29 janvier 1813 à Breslau. Ils recrutent des volontaires dans la région et se préparent à accueillir les autres. La troupe est fondée en février 1813 sous le nom de "Königlich Preußisches Freikorps" comme une force régulière de l'armée prussienne.
Entré au combat le 5 juin 1813, Lützow n'en prend connaissance que le 9. Il se trouve alors avec 400 hommes d'infanterie et de cavalerie à Plauen derrière les lignes ennemies. Au lieu de s'en tenir aux conditions de l'armistice et de dissoudre dans trois jours, Lützow conserve ses hommes et les amène près de Leipzig. Plus nombreux que dans les cavaleries françaises et wurtembergeoise commandées par François Fournier-Sarlovèze et Karl von Normann-Ehrenfels, ils se cachent à Kitzen et attaquent le 17 juin 1813 sans prévenir. Une partie de la cavalerie de Lützow est abattue, le gros de l'infanterie s'échappe. 150 de ces volontaires sont capturés et traités par les Français, non comme des prisonniers de guerre, mais comme des brigands. Bien que blessés gravement, Lützow et Theodor Körner parviennent à fuir. Après des expéditions dans la Saxe (en particulier le Vogtland), en Thuringe et en Bavière, le corps franc participe aux côtés des cosaques à la campagne d'automne 1813 dans la vallée de l'Elbe et à la prise de Brême. Le corps franc doit cependant battre en retraite devant les troupes françaises du maréchal Davout qui tiennent toujours dans Hambourg. Theodor Körner est tué le 26 août 1813 lors d'une bataille à Rosenow dans le Mecklembourg. Par la suite, le corps franc accompagne les cosaques en Westphalie, en Schleswig, Holstein et dans la vallée du Rhin. Une partie de la cavalerie entre avec l'armée du Nord aux Pays-Bas et dans le nord-est de la France au début de 1814. Friedrich Friesen est capturé par les Français et fusillé à La Lobbe près de Rethel, dans les Ardennes, le 16 mars 1814.

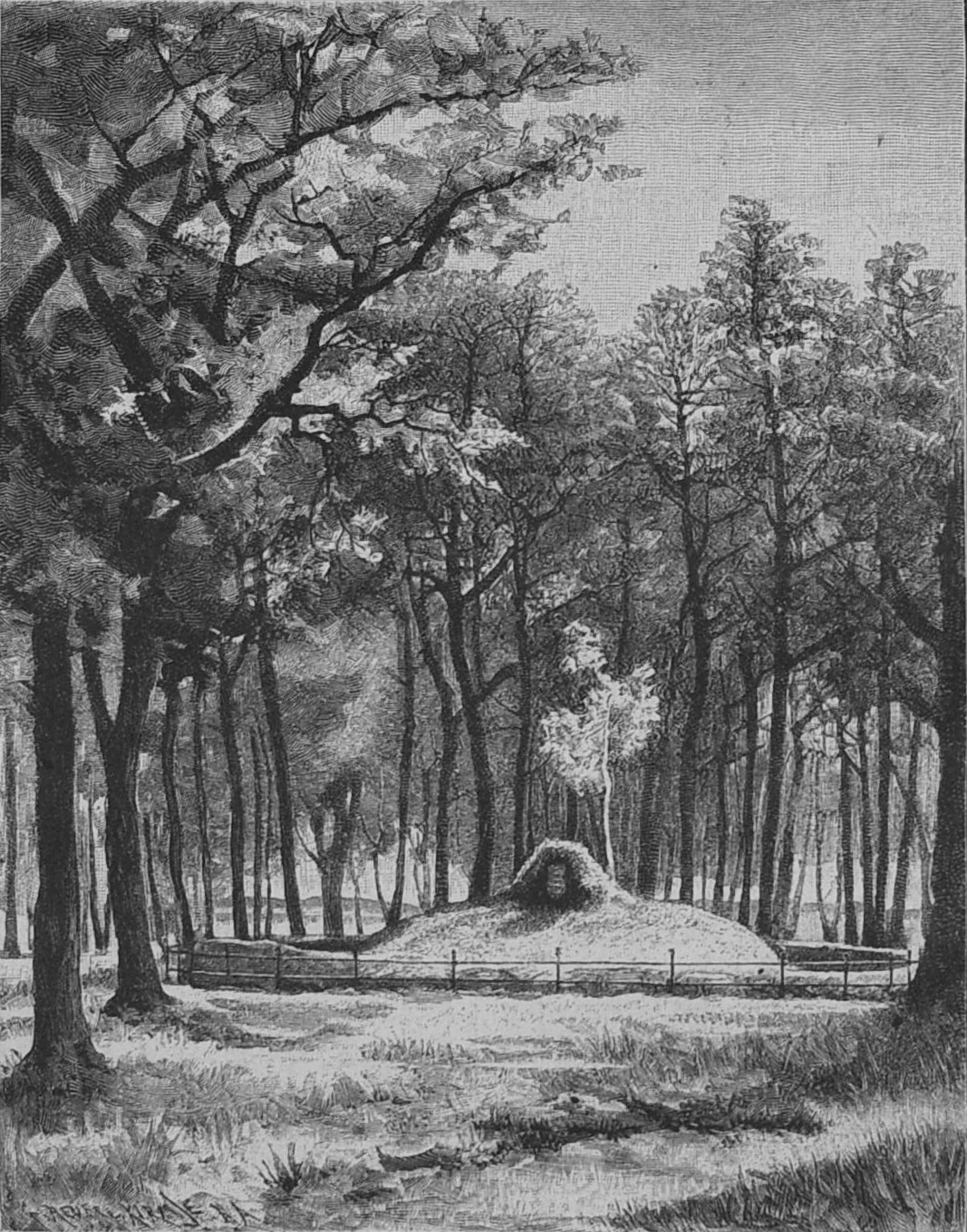
Mémorial de Friedrich Friesen, Die Gartenlaube, 1885.

Après la première abdication de Napoléon et l'occupation de Paris par les Coalisés en 1814, les volontaires non-prussiens sont licenciés et le reste du corps franc rejoint le 25e régiment d'Infanterie et le 6e régiment de uhlans. Quand Napoléon revient d'exil en mars 1815, ces deux régiments sont mobilisés à nouveau. Lützow prend le commandement du régiment de uhlans durant la bataille de Ligny le 16 juin 1815, est blessé gravement et fait prisonnier. Les deux régiments participent ensuite à la bataille de Waterloo.

## Origine des membres
Le corps franc recrutait exclusivement des volontaires. Dans ses rangs, on trouve à côté des citoyens prussiens des membres des autres États allemands comme la confédération du Rhin et le comté d'Oldenbourg qui sont soumis aux Français. On trouve essentiellement des artisans et parmi les chasseurs des étudiants. Le corps franc doit sa réputation au poète Theodor Körner qui a écrit la chanson Lützows wilde Jagd sur une musique de Carl Maria von Weber. Joseph von Eichendorff et Friedrich Fröbel se battent dans cette armée. De même, les femmes Éléonore Prochaska et Anna Lühring y participent incognito.

## Composition
Le corps franc comprend environ 3 500 hommes en 1814 répartis ainsi :
- L'infanterie (2 900 hommes) est divisé en trois bataillons, quatre compagnies de mousquetaires et un détachement de chasseurs.
- La cavalerie (600 hommes) se compose de cinq escadrons, les trois premiers équipés comme les uhlans, les autres comme les hussards. Le second escadron est organisé comme les chasseurs à cheval.
- artillerie (120 hommes) une batterie de 8 pièces de 6 livres est organisée, elle est organisée comme une batterie à cheval.

## Importance

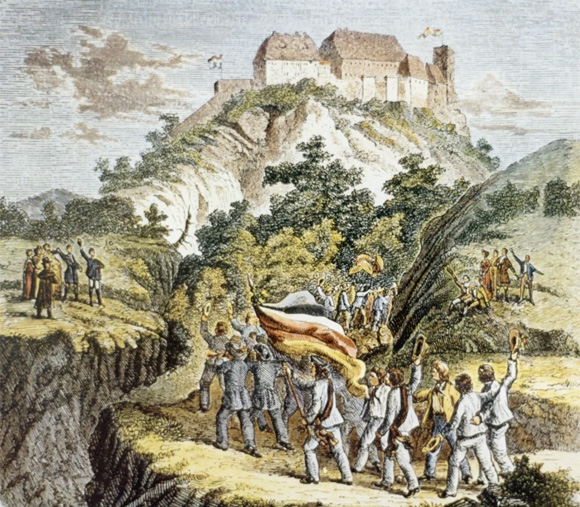
Rassemblement des étudiants de la Burschenschaft à la Wartbourg en 1817

Bien que le Lützowsche Freikorps ait pris part à de nombreuses escarmouches et batailles, l'historien Heinrich von Treitschke ne lui accorde pas une grande importance effective. En effet, le corps connaît le plus grand taux de désertion de l'armée prussienne : 24 % dans l'infanterie, le taux moyen étant de 15,6%. Rudolf Ibbeken l'explique par le volontarisme de ses membres qui n'ont pas la même consistance que de vrais soldats.
Cependant le corps franc est important au niveau de la propagande : les volontaires viennent de toute l'Allemagne et donnent un sentiment d'unité. La célébrité de certains de ses membres et le noir de l'uniforme créent le mythe et le soutien de la population. Après la victoire sur la France de Napoléon, le Lützowsche Freikorps est une icône pour les partisans d'une unité nationale.
L'uniforme du corps franc est légendaire. Après la guerre, certains de ses membres survivants continuent à le porter, comme les étudiants de l'université d'Iéna. En 1815, ceux-ci forment la Urburschenschaft. Des vétérans créent en 1817 la fête de la Wartbourg.
Le drapeau du corps franc, qui reprend les couleurs de l'aigle du Saint Empire, devient un symbole de la libération allemande : « Ils voulaient sortir de la nuit de l’esclavage (noir), par le sang du combat (rouge), pour parvenir à l’aurore dorée de la liberté (or) ». Cet emblème est adopté par les étudiants nationalistes libéraux de la Deutsche Burschenschaft en 1817, puis par le Parlement de Francfort pendant la révolution de Mars et par la République de Weimar en 1918.

## Filmographie
L'histoire du Lützowsche Freikorps sert de modèle à plusieurs films historiques :
- Was Steine erzählen (1925, réalisation : Rudolf Randolf)
- Lützows wilde verwegene Jagd (1927, réalisation : Richard Oswald)
- Theodor Körner (1932, réalisation : Carl Boese)
- Lützower (de) (1972, réalisation : Werner W. Wallroth (de))

## Source, notes et références
1. ↑  Großer Brockhaus von 1894, zitiert bei W. Hegemann, S. 179
2. ↑  Werner Hegemann (de) nimmt Bezug auf Treitschkes Annales prussiennes und die Darstellung Johann Friedrich Gottfried Eiselen (de) in: Entlarvte Geschichte. Berlin 1933, S. 188–194
3. ↑  Ibbeken, Rudolf: Preußen 1807–1813. Staat und Volk als Idee und in Wirklichkeit. Berlin 1970, S. 448
4. ↑  Ibbeken, Preußen, S. 426
5. ↑  Gustav Parthey über den Bericht seines Freundes Augustin. Parthey, Gustav: Erinnerungen, Bd.1, zitiert nach Tim Klein: „Die Befreiung 1813, 1814, 1815 – Briefe, Urkunden, Berichte“ (1913), S. 251. Laut Eckart Kleßmann „verspottete“ es der „preußische Volksmund... eingedenk des Maulheldentums dieses Freikorps“ derart. Eckart Kleßmann: Lützows stille, verlegene Jagd, Die Zeit Nr. 15/71 vom 9. April 1971 (PDF; 50 kB)
6. ↑  Arnold Rabbow: dtv-Lexikon politischer Symbole, Seite 218. Deutscher Taschenbuch Verlag, München 1970
7. ↑  Marie-Bénédicte Vincent, « "La Constitution doit devenir un livre populaire" », Histoire de l’éducation, 123 | 2009

- (de) Cet article est partiellement ou en totalité issu de l’article de Wikipédia en allemand intitulé « Lützowsches Freikorps » (voir la liste des auteurs).